# Entsprechungsklausel
Die Entsprechungsklausel ist ein Begriff des deutschen Strafrechts. Sie besagt, dass die Strafbarkeit eines Unterlassungsdelikts davon abhängt, dass die Nichtvornahme eines rechtserheblichen Handelns zur Erfolgsabwendung, mit der Verwirklichung des gesetzlichen Tatbestandes durch ein aktives Tun korrespondiert. Die Entsprechungsklausel ergibt sich aus § 13 Absatz 1 Halbsatz 2 StGB bzw. § 8 OWiG.
Eine Strafbarkeit durch Unterlassen entspricht dem Tun, wenn das Unterlassen im konkreten Fall (trotz unterschiedlich zu bewertender Kausalitätsfragen und Fragen zum personalen Unrecht) dem Unrechtsgehalt einer aktiven Tatbestandsverwirklichung so nahe kommt, dass es sich in den Unrechtstypus des Tatbestandes einfügt. Die Frage der „Einfügung“ beantwortet sich bei Delikten mit schlichter Erfolgsverursachung wie der Körperverletzung (§ 223) oder Sachbeschädigung (§ 303) StGB regelmäßig einfach, bei verhaltensgebundenen Delikten hingegen schwieriger, denn der Erfolg muss auf eine bestimmte Weise herbeigeführt werden. Hierzu zählen exemplarisch etwa die Mordmerkmale der 2. Gruppe des § 211 StGB (etwa Heimtücke oder Grausamkeit), das Merkmal der Täuschung bei § 263 StGB und Delikte, die die spezifische Begehungsweise umschreiben, so die falsche Verdächtigung (§ 164) StGB und die Erpressung (§ 253) StGB.
Die Gleichbehandlung von Tun und Unterlassen hängt von einer weiteren Voraussetzung ab, aus der ein tatbestandlicher Erfolg durch Unterlassen resultieren kann, die Garantenstellung. Gemäß § 13 StGB hat der Unterlassende rechtlich dafür einzustehen, wenn ihn eine Pflicht zum Handeln trifft, so beispielsweise aus Gesetz (Feuerwehr), aus Verkehrssicherungspflicht (Verantwortlichkeit über eine Gefahrenquelle) oder aus Ingerenz (vorangegangenes gefährdendes Tun).